# Кетова, Анастасия Степановна
Анастасия Степановна Кетова (1918—1999) — медицинский работник, Герой Социалистического Труда (1969).

## Биография

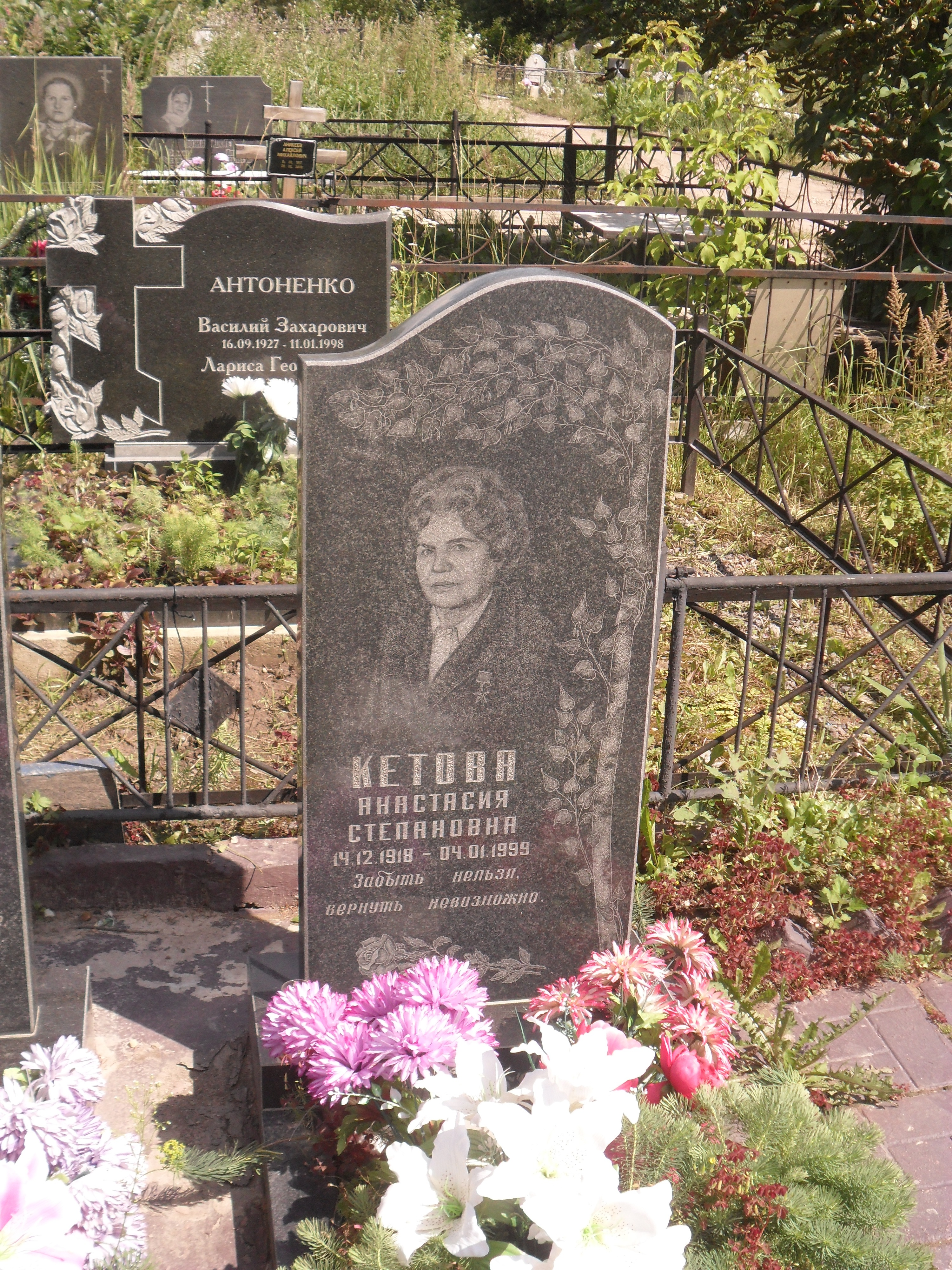
Могила Кетовой на Одинцовском кладбище Смоленска.

Анастасия Кетова родилась 14 декабря 1918 года в деревне Сакиново (ныне — Чердынский район Пермской области) в крестьянской семье. Окончила школу-семилетку, затем в 1938 году Тобольское медицинское училище. Работала заведующей Подрезовским медицинским пунктом Тюменской области. В июле 1941 года Кетова была призвана на службу в Рабоче-крестьянскую Красную Армию. Участвовала в боях Великой Отечественной войны на Волховском, Ленинградском, 3-м Прибалтийском фронтах. В июле 1945 года в звании младшего лейтенанта медицинской службы Кетова была демобилизована.
С 1945 года проживала в Смоленской области. В 1945—1973 годах Кетова заведовала Носковским медицинским пунктом Монастырщинского района. Благодаря её работе этот медпункт стал лучшим среди подобных учреждений области.
Указом Президиума Верховного Совета СССР от 4 февраля 1969 года за «большие заслуги в области охраны здоровья советского народа» Анастасия Кетова была удостоена высокого звания Героя Социалистического Труда с вручением ордена Ленина и медали «Серп и Молот».
В течение тридцати лет была депутатом сельского Совета народных депутатов. С 1973 года проживала в Смоленске, работала медсестрой областной стоматологической поликлиники. В 1978 году вышла на пенсию. Умерла 4 января 1999 года, похоронена на Одинцовском кладбище Смоленска.
Была также награждена орденом Отечественной войны 1-й степени, рядом медалей и знаком «Отличник медицинской службы СССР».